# Saint-Michel-de-Plélan
Saint-Michel-de-Plélan település Franciaországban, Côtes-d’Armor megyében. Lakosainak száma 320 fő (2022. január 1.). Saint-Michel-de-Plélan Corseul, Plélan-le-Petit, Saint-Maudez és Saint-Méloir-des-Bois községekkel határos.

## Népesség
A település népessége az elmúlt években az alábbi módon változott:
| Lakosok száma | 310  | 281  | 277  | 286  | 333  | 340  | 321  | 307  | 308  | 320  |
|               | 1968 | 1982 | 1990 | 2006 | 2013 | 2015 | 2017 | 2019 | 2020 | 2022 |